# Домпу (округ)

Возделываемые поля.

Домпу (индон. Dompu) — округ в провинции Западная Нуса-Тенгара, Индонезия. Административный центр — город Домпу. Население — 218 973 чел. (2010).

## География
Округ находится в восточной части острова Сумбава. На востоке и севере граничит с двумя разъединёнными частями округа Бима, на западе (через узкий перешеек) — с округом Сумбава. На юге омывается водами Индийского океана, на западе — залива Салех.
Общая площадь округа — 2321,55 км².

## История
Появление государственности на территории современного округа Домпу относят к XIV веку. Первые контакты с голландцами относятся к XVII столетию.
XIX век характеризовался политической нестабильностью и в конечном счёте утратой суверенитета, так как княжество попало под власть голландцев (хотя местные правители номинально сохраняли власть). В 1815 г. Домпу сильно пострадал от извержения вулкана Тамбора.
Во время Второй мировой войны Домпу, как и вся страна, подвергся японской оккупации. После обретения Индонезии независимости Домпу вошёл в её состав на правах округа.

## Административное деление и демография
В административном плане округ делится на 8 районов:
| № | Название  | Население, чел. |
| - | --------- | --------------- |
| 1 | Домпу     | 49 854          |
| 2 | Хуу       | 16 050          |
| 3 | Кемпо     | 18 185          |
| 4 | Кило      | 11 971          |
| 5 | Мангелева | 27 777          |
| 6 | Паджо     | 12 545          |
| 7 | Пекат     | 30 887          |
| 8 | Воджа     | 51 704          |

## Религия
В численном плане абсолютно преобладают мусульмане. Также в округе проживают представители и других конфессий — индуисты, протестанты, католики и др.
| Конфессия     | Последователей, чел. |
| ------------- | -------------------- |
| Ислам         | 214 119              |
| Индуизм       | 3663                 |
| Протестантизм | 552                  |
| Католицизм    | 419                  |
| Буддизм       | 17                   |
| Конфуцианство | 6                    |

## Экономика
Основу местной экономики составляют сельское хозяйство, торговля, народные промыслы, лёгкая промышленность, рыболовство. На плантациях выращивают рис и другие зерновые культуры, кукурузу, арахис, сою, бобовые, лук, чеснок, бананы, манго, арбузы, кофе, какао, гвоздику.